# Opblaaspop
Een opblaaspop is een opblaasbare pop. De opblaaspop kan diverse toepassingen hebben, maar het meest bekend zijn de poppen die gebruikt worden om seksuele handelingen mee te verrichten. Deze worden verkocht in sekswinkels en kunnen gebruikt worden om geslachtsgemeenschap met een partner na te bootsen.
De meeste opblaaspoppen hebben drie "liefdestunnels": de vagina, anus en mond. Opblaaspoppen zijn gemaakt van pvc. Hiernaast bestaan duurdere poppen die van siliconen zijn gemaakt. Dit zijn geen opblaaspoppen. Ze zijn massief, voelen in vergelijking met de opblaaspop realistischer aan en hebben anatomisch correct geplaatste geslachtsdelen. 

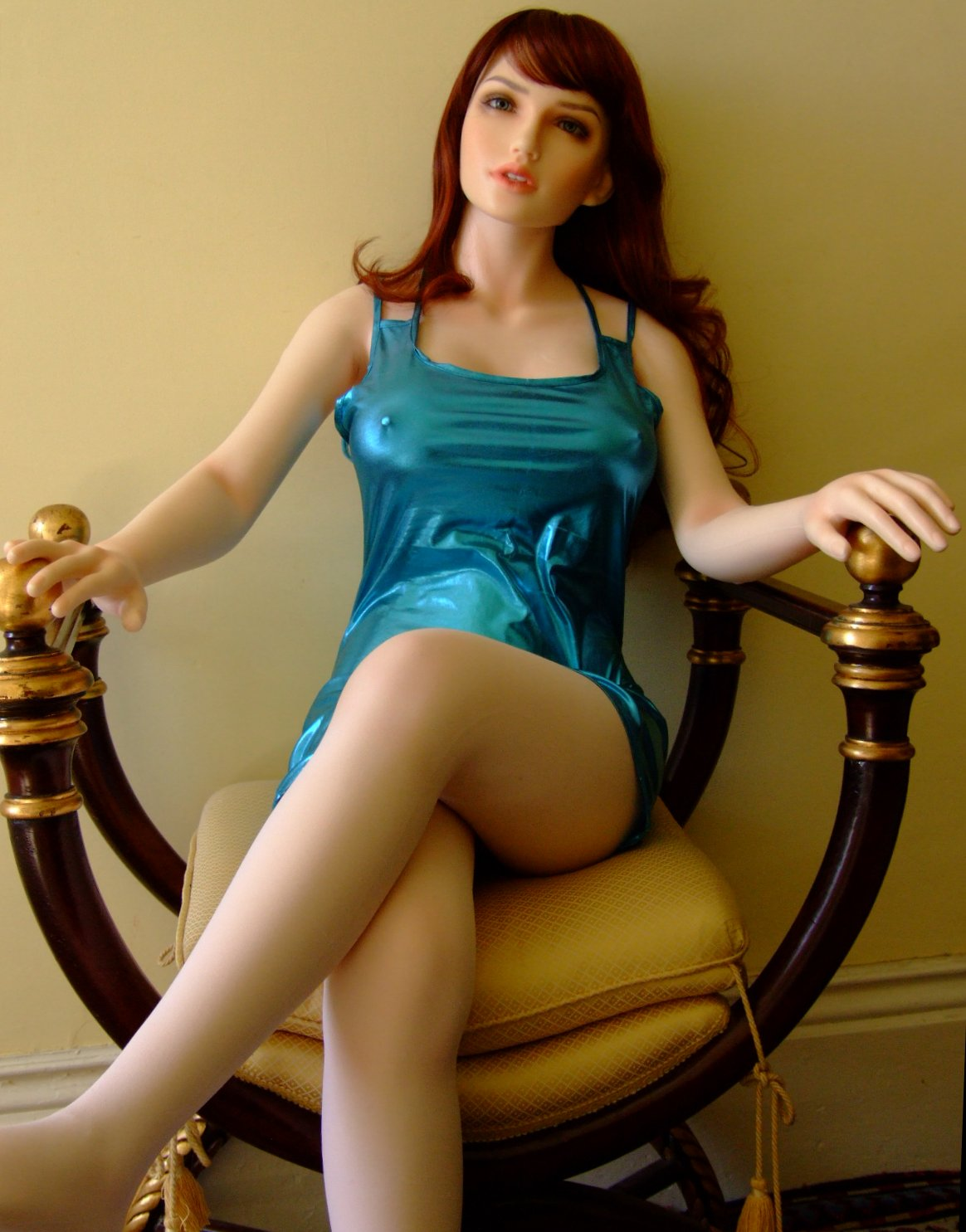
Siliconen poppen